# Tempio della Pace (Padova)
La chiesa del Santissimo Nome di Gesù, più conosciuta come tempio della Pace (nome completo: Tempio Antoniano della Pace e dei Caduti in Guerra), è un luogo di culto cattolico e sacrario di Padova, situato in via Niccolò Tommaseo, non lontano dalla stazione ferroviaria; è sede della parrocchia omonima, appartenente al vicariato Cattedrale della Diocesi di Padova.

## Storia
Durante la prima guerra mondiale, la popolazione di Padova, anche su invito del periodico II Santo dei Miracoli, fece un voto a Sant'Antonio, promettendo la costruzione di un tempio votivo in suo onore qualora la città non fosse divenuta terreno di battaglia.
Terminata la guerra, essendosi fermato il fronte all'Altopiano dei Sette Comuni, a nord di Vicenza, nel 1920 iniziò la costruzione dell'edificio su progetto di Antonio Zanivan, con la posa della prima pietra il 9 maggio dello stesso anno. I lavori si interruppero quando la chiesa era costruita solo in parte, fino a quando non subentrarono i finanziamenti dello Stato a condizione che la chiesa fosse adibita anche a ossario per i caduti durante la guerra; terminata la costruzione, il 20 giugno 1934 vi fu la traslazione nel tempio delle ossa dei militari sepolti nei cimiteri della provincia di Padova.
Durante il bombardamento del 30 dicembre 1943, una bomba colpì il fianco sinistro della chiesa, causando enormi danni alla struttura; l'edificio, negli anni successivi alla guerra, venne ristrutturato e riaperto al culto il 19 marzo 1949. L'8 maggio 1960, su interessamento di Maria Zattarin Trevisan, vennero traslati nell'atrio i resti mortali di mille vittime della seconda guerra mondiale.

## Descrizione

### Arte e architettura
Il tempio della Pace è in stile neoromanico e si compone principalmente di due corpi di fabbrica: quello principale, a pianta quadrata, costituente l'aula, ed uno più piccolo, rettangolare, addossato a quello principale sul lato opposto all'ingresso, nel quale si innesta l'abside semicircolare; tutto intorno vi è un corridoio continuo che accoglie gli ossari dei caduti.
L'esterno è caratterizzato dall'alternanza del mattone rosso, costituente il componente principale del paramento murario, con il marmo bianco, utilizzato per sottolineare elementi architettonici. L'ingresso principale, sul lato occidentale, è costituito da un avancorpo, la cui facciata, a salienti, presenta un portale sormontato da una finestra a lunetta; il corpo principale è sormontato da un tiburio ottagonale e caratterizzato da quattro esili campanili a torre posti ai suoi angoli.

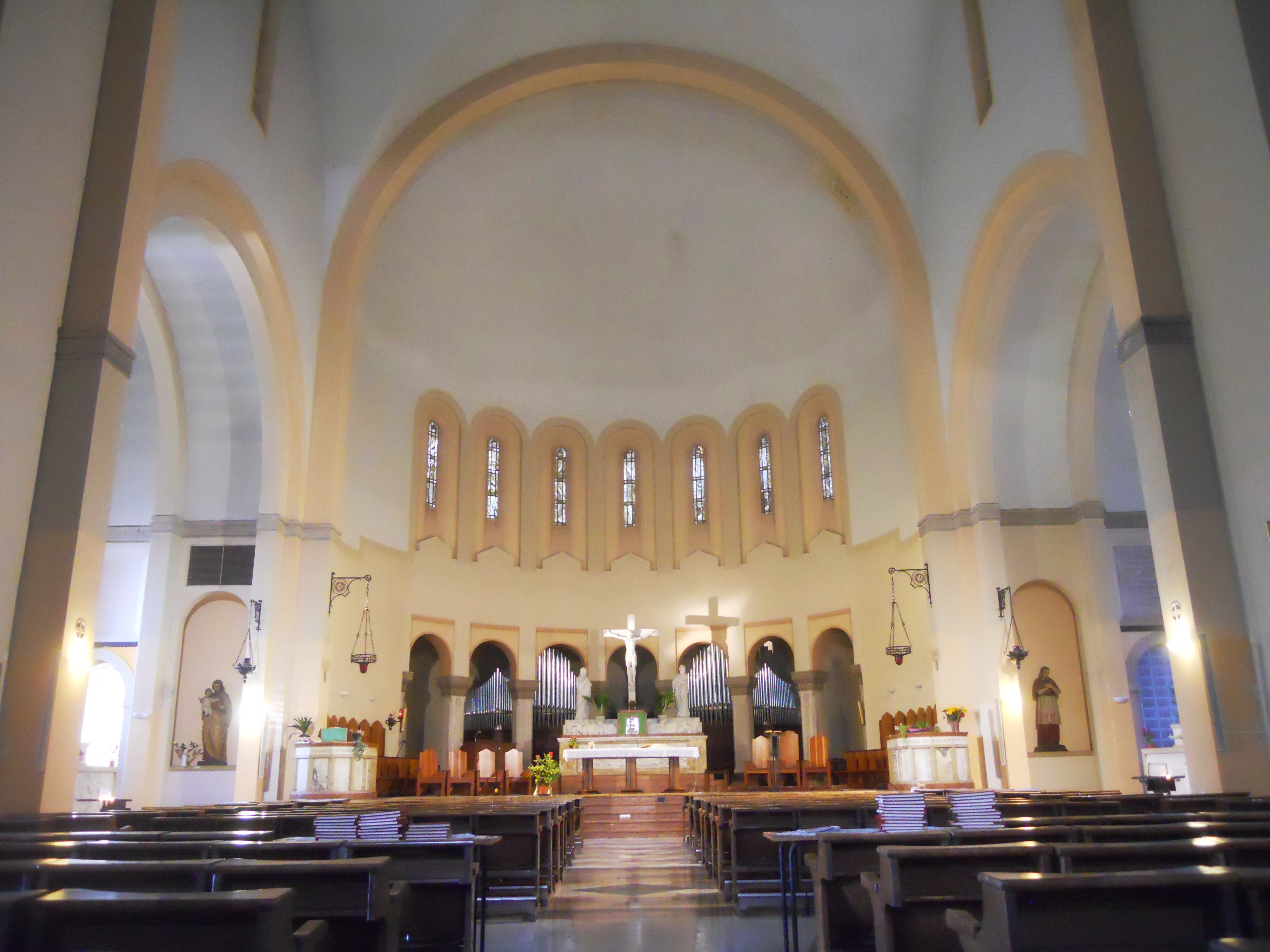
Interno

Il portale orientale immette in un atrio, con due cappelle; in quella di destra, sono sepolti 900 vittime civili dei bombardamenti aerei su Padova e 100 ignoti. L'interno del tempio è interamente intonacato di chiaro, ad eccezione delle pareti del corridoio ove vi sono gli ossari marmorei contenenti le spoglie di 5401 militari caduti. Il corpo principale, coperto internamente con una cupola semicircolare priva di tamburo e lanterna, presenta, su ciascuna delle tre pareti frontale e laterali, in basso tre arcate che danno sul corridoio degli ossari, e in alto cinque slanciate monofore a tutto sesto; un grande arco nella parete orientale immette in una campata rettangolare coperta con volta a crociera, ai lati della quale si aprono due cappelle, quella di destra dedicata a Sant'Antonio di Padova e quella di sinistra alla Madonna, ciascuna delle quali accoglie al suo interno un altare marmoreo sormontato dalla statua del dedicatario, opera di Luigi Strazzabosco; questi è l'autore anche degli arredi del presbiterio, che occupa interamente l'abside, quali i due amboni e l'altare maggiore, sormontato dal gruppo scultoreo anch'esso in marmo raffigurante Gesù in croce tra Maria e Giovanni evangelista. Ai lati del presbiterio, ciascuna all'interno di una propria nicchia, vi sono le statue lignee policrome di San Carlo Borromeo (a destra) e San Giuseppe (a sinistra).

### Organo a canne
Nel deambulatorio dell'abside, a pavimento, si trova l'organo a canne della chiesa, costruito dai Fratelli Ruffatti nel 1966.
Lo strumento si articola in due corpi, quello di sinistra contenente le canne dell'Espressivo (secondo manuale) e quello di destra le canne del Grand'Organo (primo manuale) e del Pedale; le due mostre, simmetriche, sono composte da canne di principale con bocca a mitria. La consolle, situata alla sinistra dell'altare maggiore, è mobile indipendente e dispone di due tastiere di 61 note ciascuna e pedaliera concavo-radiale di 32 note, con i registri, le unioni, gli accoppiamenti e gli annullatori, azionati da placchette a bilico poste al di sopra del secondo manuale. La trasmissione è elettrica.

## Galleria d'immagini

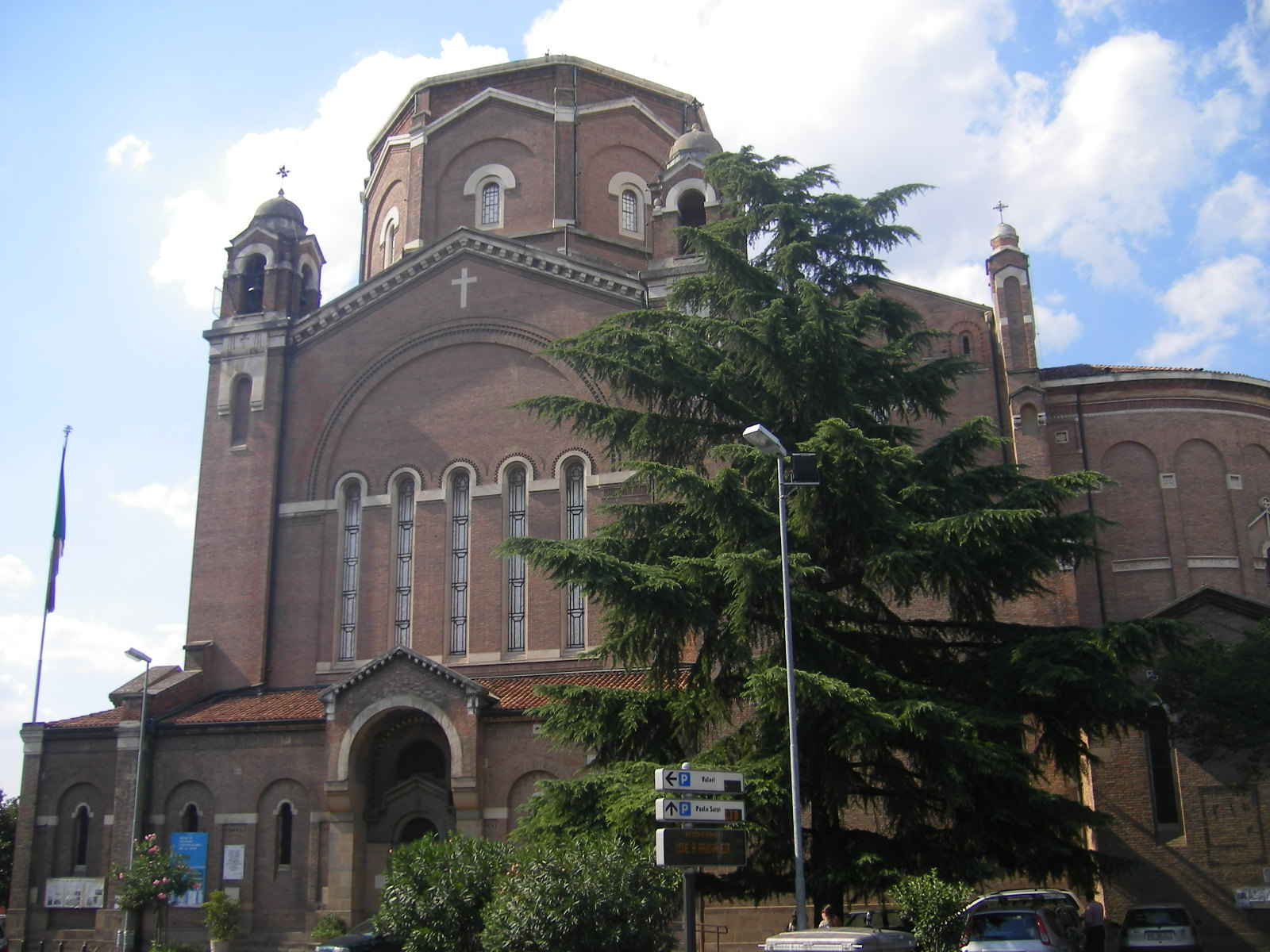
Il fianco destro
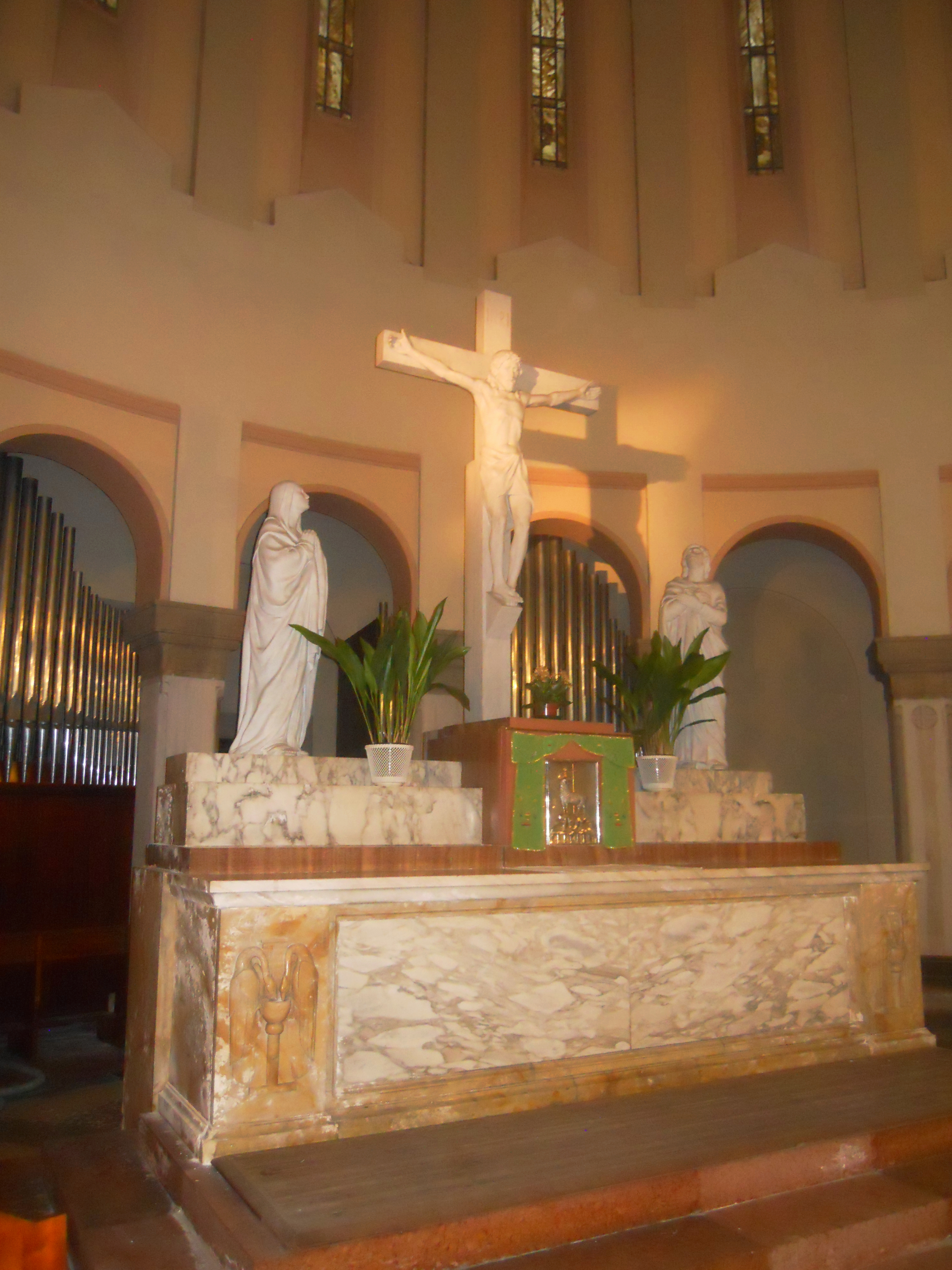
L'altare maggiore
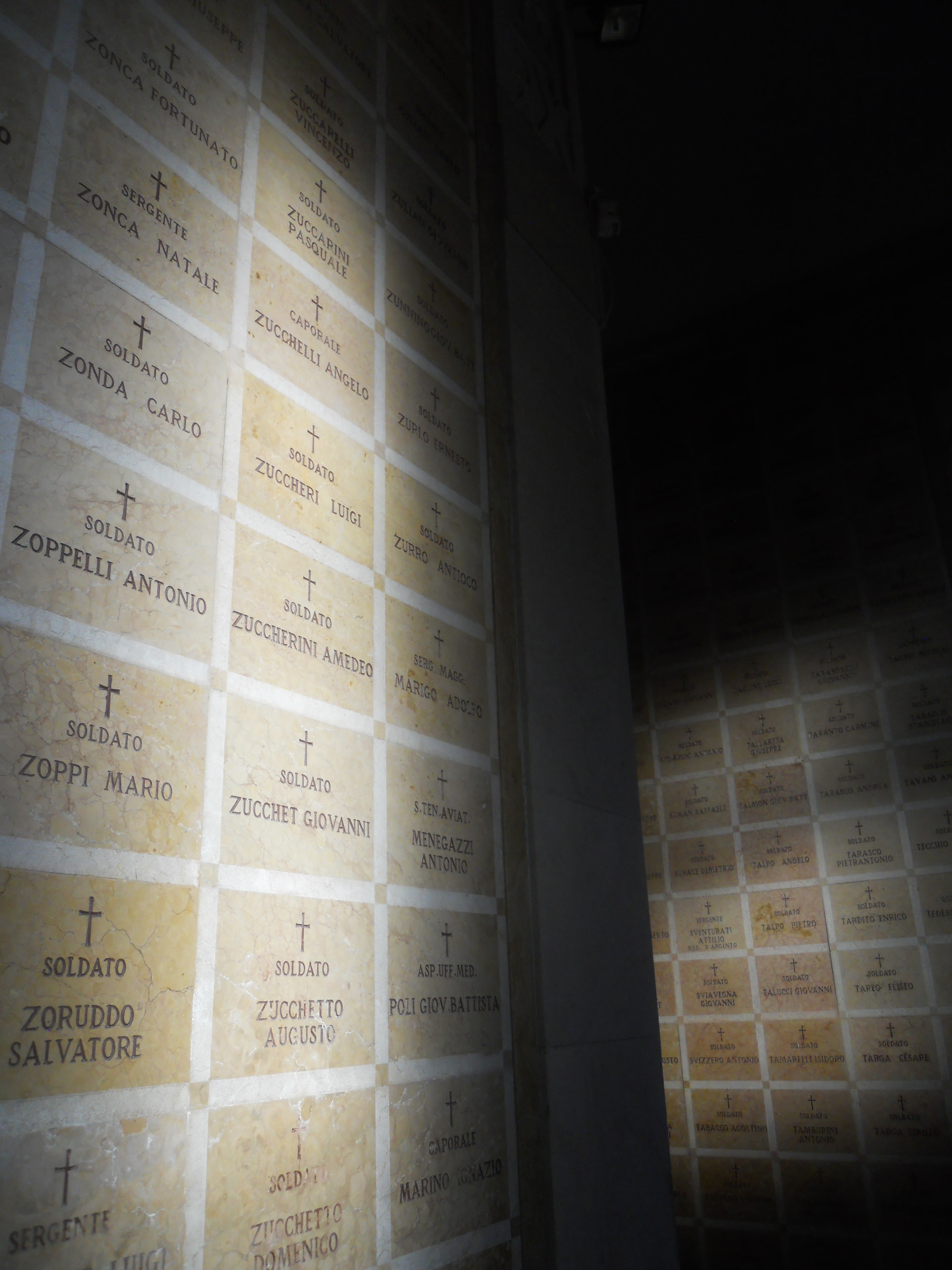
Ossari all'interno della chiesa
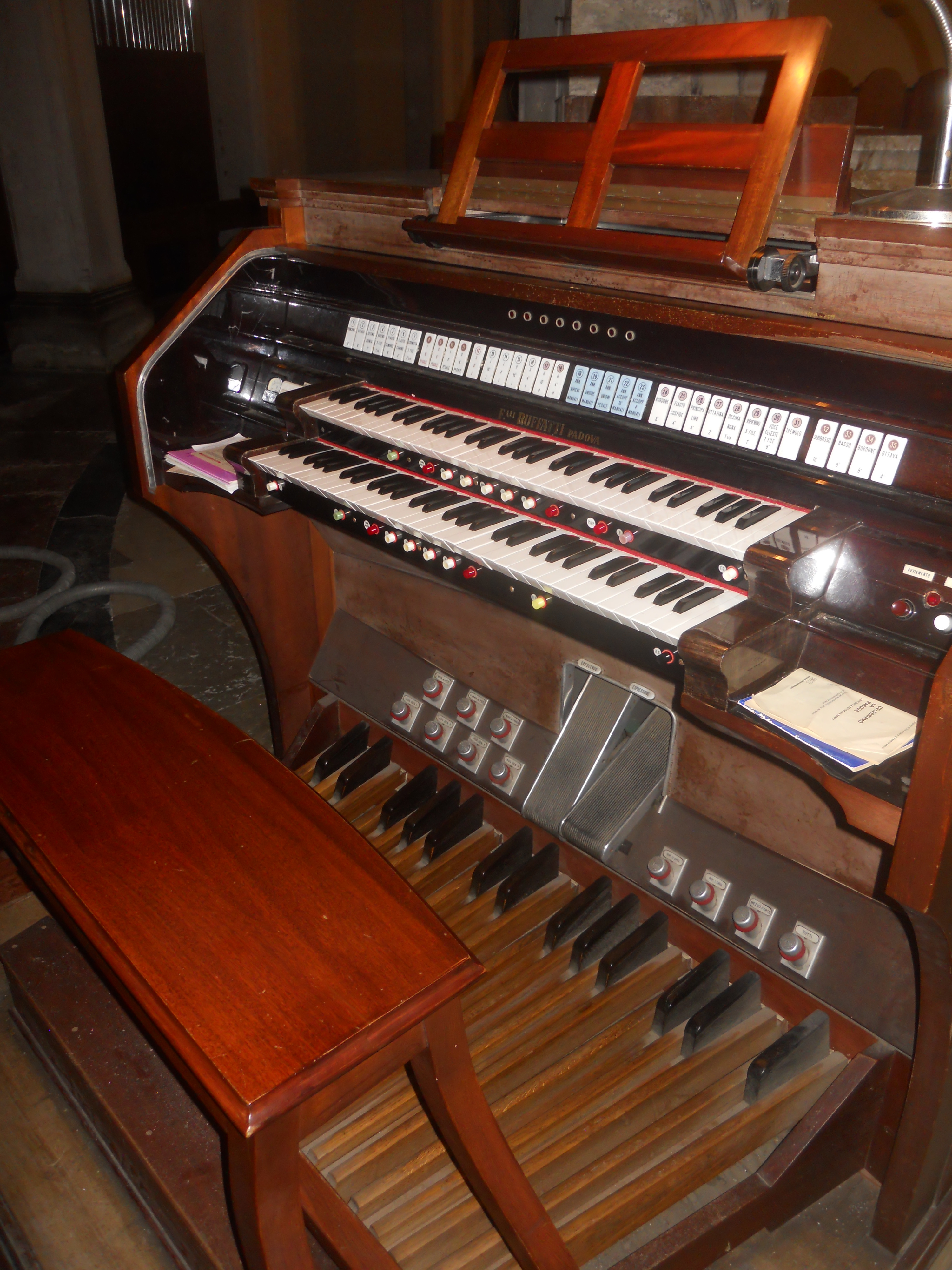
La consolle dell'organo